# Управление информации государственного сектора Великобритании
Управление информации государственного сектора Великобритании (англ. Office of Public Sector Information, OPSI) — орган, ответственный за работу Канцелярии Её Величества (англ. Her Majesty's Stationery Office, HMSO) и других служб общественной информации Соединённого Королевства. OPSI является частью Национального архива Соединённого Королевства и отвечает за авторское право короны.
21 июня 2006 года было принято решение объединить OPSI с Национальным архивом. Это слияние произошло в октябре 2006 года. OPSI продолжает выполнять свои функции и обязанности.

## Руководство
Директором OPSI является Контролёр HMSO. HMSO продолжает функционировать в рамках расширенного мандата OPSI. Контролёр HMSO также исполняет обязанности королевского издателя актов парламента (англ. Queen's Printer of Acts of Parliament), королевского издателя для Шотландии (англ. Queen's Printer for Scotland) и правительство издателя для Северной Ирландии (англ. Government Printer for Northern Ireland).
OPSI через HMSO издаёт официальные газеты правительства Соединённого Королевства The London Gazette, Edinburgh Gazette и Belfast Gazette, а также все законодательные акты Великобритании, в том числе акты британского и шотландского парламентов и нормативные акты.
Контролёр HMSO традиционно назначается королевским патентом королевским издателем актов парламента. Эта служба отделена от функций OPSI. Исторически роль королевского издателя распространялась и на другие официальные обязанности, например, права печатать, публиковать и импортировать Библию короля Якова и Книгу общих молитв в Англии, Уэльсе и Северной Ирландии. Нынешним обладателем этих прав является издательство Cambridge University Press.

## История
Офис публичной информации (HMSO) был создан как новый отдел Казначейства Её Величества 5 мая 1786 года, когда первым суперинтендантом был назначен Джон Майор (англ. John Mayor). Создание нового подразделения стало результатом действий Эдмунда Бёрка направленных на реформирование коррумпированной, дорогостоящей и неэффективной государственной службы. До создания HMSO выдавались патенты, дающие исключительные права на поставку канцтоваров для нужд королевской семьи и государственных учреждений; патентообладатель мог приобретать товары дёшево и затем взимать завышенные цены.
Сначала HMSO было агентом для различных правительственных ведомств, но с 1822 года все правительственные ведомства должны были покупать канцелярские товары через открытые конкурсы и тендеры, управляемые HMSO В 1882 году HMSO стал официальным издателем стенограмм парламентских дебатов обеих палат парламента..
В 1889 году HMSO получил королевский патенты, в соответствии с которым был назначен издателем актов парламента. Кроме того, глава НМСО стал администратором авторских прав Короны. В том же году HMSO также получил обязательство публиковать «Лондонскую газету».
Большинство издательских функций HMSO были приватизированы в 1996 году как отдельная компания, названная The Stationery Office (TSO), но офис продолжил функционировать как отдельная часть кабинета министров. До 1996 года он был издателем практически всех правительственных материалов, таких как командные документы, законодательство и официальные истории. После 1996 года Контролёр HMSO остался королевским издателем парламентских актов и сохранил роль администрирования авторских прав короны.
Приватизация не была заключительным этапом в изменении роли HMSO. В рамках осуществления директивы Европейского союза о повторном использовании информации в государственном секторе было решено, что необходим специальный орган в качестве основного координатора для консультирования и регулирования деятельности по реестру информации государственного сектора. Этот новый орган, созданный в 2005 году, был назван OPSI.